# Fatti unici
Fatti unici è una serie televisiva italiana prodotta dalla Rai. È una sitcom ambientata in un commissariato di polizia, derivata dal programma Made in Sud, da cui proviene la maggior parte del cast.
Prodotta da Tunnel Produzioni, è stata registrata nell'auditorium del centro di produzione Rai di Napoli.

## Distribuzione
La prima stagione è andata in onda dal 15 dicembre 2015 in seconda serata su Rai 2. La seconda stagione, registrata tra dicembre e gennaio 2017 al Teatro Politeama di Napoli, è invece andata in onda su Rai Premium in prima serata dal 24 settembre 2017 con doppio episodio.
A partire dal 30 aprile 2019, ogni martedì, nuovamente su Rai 2, in seconda serata (alle ore 24:00), vengono replicati gli episodi della prima e della seconda stagione per un totale di 14 appuntamenti. Le puntate della prima serie vanno in onda nuovamente su Rai 2, mentre quelle della seconda stagione vanno in onda per la prima volta su questa rete, in quanto sono già andate in onda, ma su Rai Premium in prima serata nel settembre del 2017 fino all'8 ottobre dello stesso anno, per un totale di sei episodi, mandati in onda due alla volta.

## Personaggi e interpreti

### Cast fisso
- Ciro, interpretato da Ciro Ceruti. È il fratello di Marisa.
- Paolo, interpretato da Paolo Caiazzo. È il marito di Marisa.
- Marisa, interpretata da Maria Bolignano. È il commissario di polizia e moglie di Paolo.
- Silvana, interpretata da Costanza Caracciolo. È la fidanzata di Ciro.
- Dott. Gelmini, interpretato da Giorgio Melazzi. È il questore di polizia e capo di Marisa, presente solo nella prima stagione.
- Floriana, interpretata da Floriana De Martino. È la sorella di Ciro e Marisa.
- Andrea, interpretato da Mirko Ciccariello (st. 1) e da Ciro Pauciullo (st. 2). È il figlio di Paolo.
- Shana, interpretata da Piera Russo. È la figlia di Ciro.
- Mirko, interpretato da Francesco Mastandrea. È uno dei poliziotti del commissariato.
- Cazzaniga, interpretato da Simone Gallo. È uno dei poliziotti del commissariato.
- Veronica, interpretata da Lorella Boccia (st. 1) e da Martina Cassarà (st. 2). È una delle poliziotte del commissariato.
- Mattia, interpretato da Oreste Ciccariello (st. 1) e da Francesco Procopio (st. 2). È uno dei poliziotti del commissariato.
- Braccio di ferro, interpretato da Paco De Rosa.

## Episodi
| Stagione         | Episodi | Prima TV  |
| ---------------- | ------- | --------- |
| Prima stagione   | 8       | 2015-2016 |
| Seconda stagione | 6       | 2017      |

### Prima stagione
| n° | Titolo                     | Data             | Ospiti                                                    | Telespettatori | Share |
| -- | -------------------------- | ---------------- | --------------------------------------------------------- | -------------- | ----- |
| 1  | Scommesse struccate        | 15 dicembre 2015 | "Gli Arteteca" (Monica Lima e Enzo Iuppariello)           | 789.000        | 5,18% |
| 2  | Programma testimoni        | 16 dicembre 2015 | "Gli Arteteca" (Monica Lima e Enzo Iuppariello)           | 824.000        | 5,19% |
| 3  | Agente 5678                | 22 dicembre 2015 | "Tony Figo" (Antonio D'Ursi)                              | 428.000        | 5,43% |
| 4  | L'abito non fa il monaco   | 29 dicembre 2015 | Francesco Cicchella e Paco De Rosa (Braccio di ferro)     | 863.000        | 5,70% |
| 5  | Polvere eri...             | 5 gennaio 2016   | Paco De Rosa (Braccio di ferro) e Ivan Fedele (Petrillo)  | 1.163.000      | 7,48% |
| 6  | Il fine giustifica i mezzi | 12 gennaio 2016  | Paco De Rosa (Braccio di ferro) e Luisa Esposito (Stella) | 579.000        | 5,57% |
| 7  | Killer per passione        | 19 gennaio 2016  | Rosaria D'Urso                                            | 711.000        | 7,11% |
| 8  | Effetti collaterali        | 26 gennaio 2016  | Gigi e Ross                                               | 1.193.000      | 7,4%  |

### Seconda stagione
Di questa stagione, andata in onda in prima visione assoluta su Rai Premium, non sono presenti i dati di ascolto. 
| n° | Titolo                | Data              | Ospiti                                                   | Telespettatori | Share |
| -- | --------------------- | ----------------- | -------------------------------------------------------- | -------------- | ----- |
| 1  | Per grazia ricevuta   | 24 settembre 2017 | nessuno                                                  | --             | --    |
| 2  | Scollata 79           | 24 settembre 2017 | Paco De Rosa (Braccio di ferro) e Ciro Principe (Pietro) | --             | --    |
| 3  | La banda del seme     | 1º ottobre 2017   | Paco De Rosa (Braccio di ferro)                          | --             | --    |
| 4  | Un piccolo favore     | 1º ottobre 2017   | Paco De Rosa (Braccio di ferro)                          | --             | --    |
| 5  | Si dispensa dai fiori | 8 ottobre 2017    | "Gli Arteteca" (sé stessi)                               | --             | --    |
| 6  | Buon sangue non mente | 8 ottobre 2017    | Thayla Orefice e Paco De Rosa (Braccio di ferro)         | --             | --    |